# Charles Evans Hughes junior

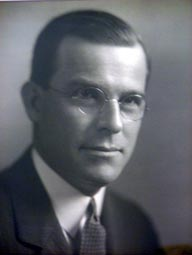
Charles Evans Hughes Jr.

Charles Evans Hughes Jr. (* 30. November 1889 in New York City; † 21. Januar 1950 ebenda) war ein US-amerikanischer Jurist und United States Solicitor General.

## Biografie
Hughes war der Sohn von Charles Evans Hughes, dem späteren Gouverneur von New York, Außenminister der Vereinigten Staaten und Obersten Bundesrichter.
Er selbst studierte zunächst an der Brown University in Providence und absolvierte anschließend von 1909 bis 1913 ein Postgraduiertenstudium der Rechtswissenschaften an der Law School der Harvard University. Während seines Studiums gehörte er auch zu den Herausgebern der Harvard Law Review. Nach seiner Zulassung zum Rechtsanwalt im Staat New York 1913 war er zwischen 1914 und 1916 Protokollführer (Clerk) von Benjamin N. Cardozo, einem Richter am Berufungsgericht des States New York (New York Court of Appeals) und späteren beisitzenden Richter am US Supreme Court.
Während des Ersten Weltkrieges leistete er seinen Militärdienst von 1917 bis 1918 als Unterleutnant (2nd Lieutenant) in der US Army. Nach seiner Rückkehr aus dem Krieg nahm er eine Tätigkeit als Rechtsanwalt in der Anwaltskanzlei Carter, Hughes & Cravath auf.
Im Mai 1929 berief US-Präsident Herbert C. Hoover Charles E. Hughes Jr. zum Solicitor General. Dieses Amt der drittwichtigsten Funktion im Justizministerium der Vereinigten Staaten bekleidete er knapp ein Jahr bis April 1930. Anschließend kehrte er in die Kanzlei Carter, Hughes & Cravath und war dort bis zu seinem Tod als Rechtsanwalt tätig.
Sein ältester Sohn war der Architekt Charles Evans Hughes III, während sein zweiter Sohn H. Stuart Hughes ein anerkannter Historiker und Hochschullehrer wurde.